# Jöns Pilo

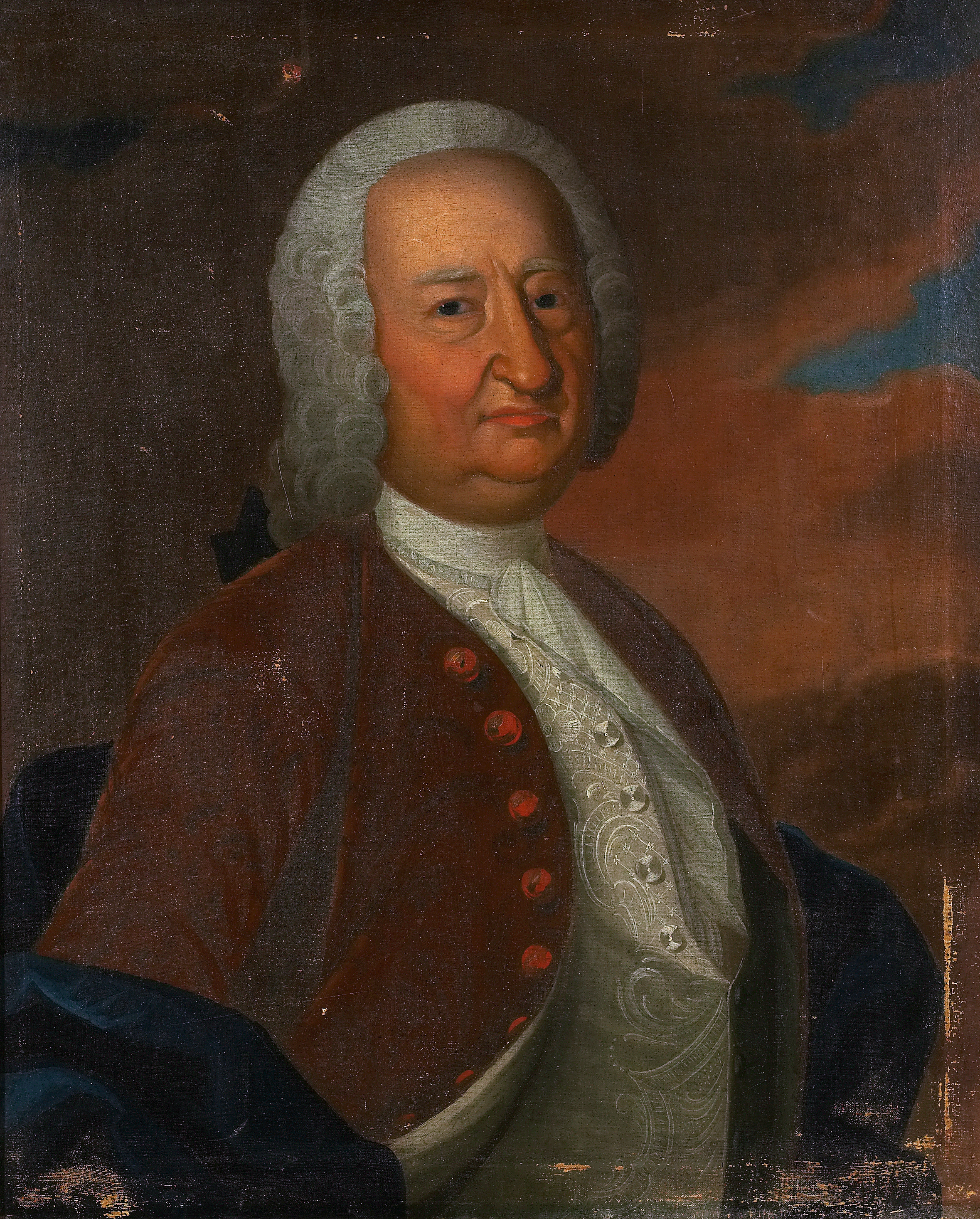
Porträtt av Johan Wictorin (1755), målad av Jöns Pilo

Jöns Pilo född 1707, död före 1793, var en svensk målare. Bror till den mer kända målaren Carl Gustaf Pilo (1711-1793). Även deras far Olof Pilo (1668-1753) var målare. Jöns Pilo arbetade som porträttmålare, bland annat finns flera porträtt av präster i hans produktion. Pilo finns representerad vid bland annat Nationalmuseum i Stockholm